# Ulanhot
Ulanhot (Wulanhaote) is een stad in het oosten van de regio Binnen-Mongolië van  China. Het is de hoofdstad van de Liga Xing'an. De stad heeft ongeveer 290.000 inwoners. Ulanhot heeft een luchthaven genaamd Ulanhot Airport.
Bij de stad ligt een grote staalfabriek die eerst tot de Fangda Steel Group en later de Jingye Group behoorde.